# Finále ženské dvouhry ve Wimbledonu 2021
| Wimbledon 2021 Finále ženské dvouhry Ashleigh Bartyová (1) vs. Karolína Plíšková (8) |                                                      |                                                      |                                                      |                                                      |                                                      |
|                                                                                      | 1.                                                   | 2.                                                   | 3.                                                   |                                                      |                                                      |
| Ashleigh Bartyová                                                                    | 6                                                    | 64                                                   | 6                                                    |                                                      |                                                      |
| Karolína Plíšková                                                                    | 3                                                    | 7                                                    | 3                                                    |                                                      |                                                      |
|                                                                                      |                                                      |                                                      |                                                      |                                                      |                                                      |
| Datum:                                                                               | 10. července 2021                                    | 10. července 2021                                    | 10. července 2021                                    | 10. července 2021                                    | 10. července 2021                                    |
| Turnaj:                                                                              | Wimbledon                                            | Wimbledon                                            | Wimbledon                                            | Wimbledon                                            | Wimbledon                                            |
| Místo:                                                                               | Centre Court, AELTC, Londýn                          | Centre Court, AELTC, Londýn                          | Centre Court, AELTC, Londýn                          | Centre Court, AELTC, Londýn                          | Centre Court, AELTC, Londýn                          |
| Žebříček:                                                                            | Ashleigh Bartyová: 1. WTA Karolína Plíšková: 13. WTA | Ashleigh Bartyová: 1. WTA Karolína Plíšková: 13. WTA | Ashleigh Bartyová: 1. WTA Karolína Plíšková: 13. WTA | Ashleigh Bartyová: 1. WTA Karolína Plíšková: 13. WTA | Ashleigh Bartyová: 1. WTA Karolína Plíšková: 13. WTA |
| Předešlý poměr vzájemných zápasů: Bartyová vs. Plíšková 5–2                          |                                                      |                                                      |                                                      |                                                      |                                                      |
| Ashleigh Bartyová (Austrálie)                                                        |                                                      |                                                      |                                                      |                                                      |                                                      |
| Karolína Plíšková (Česko)                                                            |                                                      |                                                      |                                                      |                                                      |                                                      |

Finále ženské dvouhry ve Wimbledonu 2021 představovalo vyvrcholení soutěže dvouhry žen 134. ročníku nejstaršího tenisového turnaje na světě. Odehrálo se 10. července 2021 od 14.00 hodin místního času na centrálním dvorci londýnského areálu v All England Clubu. Australská světová jednička Ashleigh Bartyová v něm porazila třináctou hráčku žebříčku Karolínu Plíškovou z Česka a počtvrté v řadě ovládla vzájemný duel. Jednalo se o první finále od roku 1977, do něhož nastoupily dvě debutantky v přímém boji o wimbledonský titul. Rovněž se stalo nejdelším od roku 2012, kdy se naposledy předtím hrály tři sady.
25letá Ashleigh Bartyová vyhrála i druhé singlového finále na grandslamu. Trofej si odvezla již z French Open 2019. Ve Wimbledonu triumfovala jako třetí Australanka po Margaret Courtové a Evonne Goolagongové Cawleyové, která získala svůj druhý titul v roce 1980.
29letá Karolína Plíšková nastoupila také do druhého grandslamového finále a stejně jako na US Open 2016 z něj odešla poražena. Na okruhu WTA Tour byla nejúspěšnější aktivní tenistkou bez grandslamové trofeje a bývalou světovou jedničkou. Po Martině Navrátilové, Janě Novotné a Petře Kvitové nevyužila příležitost stát se čtvrtou wimbledonskou šampionkou narozenou na české půdě. Již postupem do semifinále zkompletovala jako třetí Češka v historii, po Mandlíkové a Novotné, účast v semifinálové fázi na všech čtyřech grandslamech.

## Pozadí 134. ročníku
Wimbledon 2021 byl třetí grandslamový turnaj tenisové sezóny, který se konal od pondělí 28. června do neděle 11. července 2021, tradičně na travnatých dvorcích v londýnském All England Lawn Tennis and Croquet Clubu. Ročník ovlivnila pandemie covidu-19, kvůli níž byl zrušen turnaj v roce 2020. Hráčky se pohybovaly v „uzavřené bublině“, jen v místě ubytování oficiálního hotelu a sportoviště. Kapacita centrálního dvorce byla od čtvrtfinále navýšena na 100% úroveň, znamenající přístup 14 979 diváků do hlediště.
Obhájkyně titulu z roku 2019, Rumunka Simona Halepová, se odhlásila kvůli zranění lýtka.

## Finalistky
Obě finalistky se v předchozí kariéře utkaly sedmkrát. Z utkání v letech 2012–2021 držela aktivní bilanci výher Ashleigh Bartyová poměrem 5–2. Ve čtyřech z pěti vyhraných utkání však ztratila s Češkou úvodní sadu. Na trávě odehrály pouze první dva duely v Nottinghamu; v roce 2012 vyhrála na turnaji ITF Bartyová a v sezóně 2016 na okruhu WTA Tour naopak Plíšková. Před Wimbledonem se naposledy střetly během dubna 2021 na halové antuce Porsche Tennis Grand Prix, kde zvítězila Australanka.

### Srovnání finalistek
| Ashleigh Bartyová                                                          |                             | Karolína Plíšková             |
| Ashleigh Bartyová, 2019                                                    | Karolína Plíšková, 2017     |                               |
| -------------------------------------------------------------------------- | --------------------------- | ----------------------------- |
| Austrálie                                                                  | stát                        | Česko                         |
| 24. dubna 1996 (25 let)                                                    | datum narození              | 21. března 1992 (29 let)      |
| Ipswich, Austrálie                                                         | místo narození              | Louny, Československo         |
| 166 cm                                                                     | výška                       | 186 cm                        |
| 1. / 1.                                                                    | žebříček WTA                | 13. / 1.                      |
| 28–6 / 280–100                                                             | výhry–prohry                | 15–12 / 556–309               |
| 1 203 735 USD                                                              | výdělek v sezóně            | 572 426 USD                   |
| 18 798 304 USD                                                             | výdělek v kariéře           | 20 973 860 USD                |
| Craig Tyzzer (od 2016)                                                     | trenér                      | Sascha Bajin (od 2020)        |
| HEAD                                                                       | raketa                      | Babolat                       |
| pravou rukou, bekhend obouruč                                              | držení rakety               | pravou rukou, bekhend obouruč |
| 11 WTA (juniorka Wimbledonu 2011)                                          | tituly                      | 16 WTA                        |
| Statistiky Wimbledonu 2021 před finále                                     |                             |                               |
| 46 (3.)                                                                    | esa                         | 54 (1.)                       |
| 25 (4.)                                                                    | dvojchyby                   | 30 (1.)                       |
| 195 z 252 = 77 % (4.)                                                      | vítězné míče po 1. servisu  | 203 z 252 = 81 % (3.)         |
| neumístěna do 20. místa                                                    | vítězné míče po 2. servisu  | 69 ze 133 = 52 % (19.)        |
| 107 (2.)                                                                   | body na příjmu po 1. podání | 91 (4.)                       |
| 86 (4.)                                                                    | body na příjmu po 2. podání | 85 (5.)                       |
| 27 (1.)                                                                    | získané breakboly           | 21 (6.)                       |
| 185 km/h (9.)                                                              | nejrychlejší podání         | 187 km/h (7.)                 |
| Nejlepší výsledek na Grand Slamu                                           |                             |                               |
| semifinále (2020)                                                          | Australian Open             | semifinále (2019)             |
| vítězka (2019)                                                             | French Open                 | semifinále (2017)             |
| 4. kolo (2019)                                                             | Wimbledon                   | 4. kolo (2018, 2019)          |
| 4. kolo (2018, 2019)                                                       | US Open                     | finále (2016)                 |
| Předešlý vzájemný poměr                                                    |                             |                               |
| 5–2                                                                        |                             |                               |
| Poslední vzájemný zápas                                                    |                             |                               |
| Čtvrtfinále Porsche Tennis Grand Prix 2021 Bartyová–Plíšková 2–6, 6–1, 7–5 |                             |                               |
| Zdroj: Head 2 Head Comparison: Barty vs Pliskova, Event Stats              |                             |                               |

### Ashleigh Bartyová
| Předchozí účasti |         |
| 2012             | 1. kolo |
| 2017             | 1. kolo |
| 2018             | 3. kolo |
| 2019             | 4. kolo |

Ashleigh Bartyová přijela do Londýna v pozici světové jedničky. Během druhého období od září 2019 na čele strávila 76 týdnů (vyjma dalšího 20týdenního zmrazení žebříčku). V probíhající sezóně proměnila čtyři finálové účasti ve tři trofeje, když ovládla melbournský Yarra Valley Classic, Miami Open a Porsche Tennis Grand Prix ve Stuttugartu. Ve druhém kole červnového French Open skrečovala duel druhého kola pro poranění levé kyčle. Travnatou přípravu tak byla nucena vynechat a první duel odehrála až ve Wimbledonu, s herní absencí í rizikem neúplné rekonvalescence. Jejím koučem byl krajan Craig Tyzzer, trenér roku 2019.
Na cestě do wimbledonského finále ztratila jedinou sadu v tiebreaku prvního kola proti Španělce Carle Suárezové Navarrové. Poté vyřadila Rusku Annu Blinkovovou a Češku Kateřinu Siniakovou z druhé poloviny stovky žebříčku. V osmifinále svedla vítězný boj s úřadující šampionkou Roland Garros Barborou Krejčíkovou. Ani ve čtvrtfinále ji nezastavila krajanka Ajla Tomljanovićová z osmé desítky klasifikace, čímž se stala první Australankou v semifinále od Jeleny Dokićové v roce 2000. Postupem do této fáze si rovněž zajistila setrvání na čele žebříčku i po skončení. Mezi poslední čtveřicí pak zdolala světovou osmadvacítku Angelique Kerberovou, německou vítězku z roku 2018. Do finále pronikla jako první zástupkyně australského tenisu od druhého triumfu Evonne Goolagongové v roce 1980. Právě na Goolagongovou odkazovala sukně Bartyové, opatřená vroubkovaným lemováním podle vzoru oděvu krajanky z roku 1971, kdy její předchůdkyně poprvé ovládla Wimbledon. V předfinálové statistice Bartyová vévodila hráčkám s 27 proměněnými brejkboly a druhá byla se 107 míči získanými ve výměnách po prvním podání soupeřek.

#### Cesta do finále
| Kolo        | soupeřka                       | WTA  | výsledek           |
| ----------- | ------------------------------ | ---- | ------------------ |
| 1. kolo     | Carla Suárezová Navarrová (PR) | 138. | 6–1, 6–7(1–7), 6–1 |
| 2. kolo     | Anna Blinkovová                | 89.  | 6–4, 6–3           |
| 3. kolo     | Kateřina Siniaková             | 64.  | 6–3, 7–5           |
| 4. kolo     | Barbora Krejčíková (14)        | 17.  | 7–5, 6–3           |
| Čtvrtfinále | Ajla Tomljanovićová            | 75.  | 6–1, 6–3           |
| Semifinále  | Angelique Kerberová (25)       | 28.  | 6–3, 7–6(7–3)      |

### Karolína Plíšková
| Předchozí účasti |         |
| 2012             | 1. kolo |
| 2013             | 2. kolo |
| 2014             | 2. kolo |
| 2015             | 2. kolo |
| 2016             | 2. kolo |
| 2017             | 2. kolo |
| 2018             | 4. kolo |
| 2019             | 4. kolo |

Karolína Plíšková vstoupila do turnaje jako osmá nasazená z pozice světové třináctky. Na okruhu WTA Tour nezískala v předchozí části sezóny 2021 žádný titul. Z jediného finále na Rome Masters odešla poražena po setech 0–6 a 0–6. Do All England Clubu přijížděla se šňůrou tří porážek a nefigurovala mezi favoritkami grandslamu. Po časných vyřazeních z obou červnových generálek v Berlíně a Eastbourne opustila světovou desítku poprvé od září 2016. Po dvou týdnech si do ní zajistila návrat účastí ve wimbledonském finále. Jejím trenérem byl Němec Sascha Bajin, kouč roku 2018.
Na cestě do finále Wimbledonu ztratila jediný set v semifinále a pouze čtyři servírovací gamy, nejméně ze všech hráček. Na úvod vyřadila slovinskou semifinalistku Roland Garros Tamaru Zidanšekovou, přestože v první sadě prohrávala již 2–5. Sérií pěti gamů však její průběh otočila. Následně zvládla duely proti Chorvatce z konce padesátky žebříčku Donně Vekićové, krajance Tereze Martincové a dvěma wimbledonským debutantkám, Rusce Ljudmile Samsonovové hrající na divokou kartu díky berlínskému triumfu, a Švýcarce Viktoriji Golubicové. V semifinále nezvládla závěr úvodní sady s běloruskou světovou čtyřkou Arynou Sabalenkovou, která praktikovala silový útočný tenis. Následně již nečelila žádné brejkové hrozbě a průběh otočila. V utkání obě nastřílely celkem 32 es, což znamenalo nový wimbledonský rekord. Do finále Plíšková postoupila jako první Češka od druhého triumfu Petry Kvitové v roce 2014. Před finálem vévodila wimbledonské statistice 54 zahranými esy. Dopustila se však také nejvyššího počtu 30 dvojchyb.

#### Cesta do finále
| Kolo        | soupeřka                  | WTA | výsledek      |
| ----------- | ------------------------- | --- | ------------- |
| 1. kolo     | Tamara Zidanšeková        | 47. | 7–5, 6–4      |
| 2. kolo     | Donna Vekićová            | 49. | 6–2, 6–2      |
| 3. kolo     | Tereza Martincová         | 87. | 6–3, 6–3      |
| 4. kolo     | Ljudmila Samsonovová (WC) | 65. | 6–2, 6–3      |
| Čtvrtfinále | Viktorija Golubicová      | 66. | 6–2, 6–2      |
| Semifinále  | Aryna Sabalenková (2)     | 4.  | 5–7, 6–4, 6–4 |

## Finále
Finále se odehrálo v sobotu 10. července 2021 na centrálním dvorci od 14.00 hodin Britského letního času (15.00 hodin SELČ).

### Výsledek
| Finalistky        | Finalistky | 1. set | 2. set | 3. set |
| Ashleigh Bartyová | (1)        | 6      | 64     | 6      |
| Karolína Plíšková | (8)        | 3      | 7      | 3      |
| Čas: 1.56 hod     | [ 22 ]     | 28 min | 49 min | 39 min |

### Průběh
Bartyová vstoupila do úvodní sady dominantě, když získala 14 bodů v řadě. Vytvořila tak nejdelší sérii vyhraných míčů ve wimbledonském ženském finále. Až za stavu 30:0 čtvrtého gamu ztratila první výměnu poté, co skončil čopovaný bekhend z její rakety v síti. Přesto se díky druhé zvládnuté hře na příjmu ujala vedení 4–0. Následovaly další tři prolomená podání za sebou. Australanka však set dopodávala čistou hrou a získala jej poměrem 6–3.
První brejk ve druhém dějství přišel ve třetím gamu, když si Češka prohrála servis čistou hrou. Soupeřka výhodu potvrdila získaným podáním a trhákem se dostala do vedení 3–1. Plíšková však srovnala poměr na 3–3 při další příležitosti na příjmu. Australské světové jedničce nedovolila uhrát jedinou výměnu. V závěru sady si obě tenistky opět vzaly podání. Česká hráčka nejdříve prohospodařila vedení 40:0 na servisu a pěti ztracenými fiftýny jej prohrála. Bartyová tak šla za stavu 6–5 podávat na vítězství, ale lounská rodačka jí mečbolové příležitosti nenabídla. V tiebreaku Plíšková ani jednou neprohrávala. Vypracovala si náskok míčů 6:2. Poměr setů srovnala třetím využitým setbolem, v podobě soupeřčiny dvojchyby.
Rozhodující okamžik třetí sady přišel v úvodním servírovacím gamu Plíškové. Dvěma údery do sítě a dvojchybou nabídla Australance tři brejkboly v řadě. Druhý z nich Bartyová využila, když Češka zkazila zdánlivě jednoduchý volej do otevřeného kurtu. Dvougamové vedení si světová jednička podržela až do závěru utkání. Pouze za stavu 5–3 a 30:30, kdy podávala na ukončení, si Plíšková vypracovala jediný brejkbol. Ten však nevyužila po nevynucené chybě, křižným úderem zleva do autu. Po esu a dalším nezvládnutém bekhendu české hráčky do sítě, získala Bartyová wimbledonský titul. Ve vzájemných duelech si tak připsala čtvrté vítězství za sebou.

### Statistiky
| Statistiky finále                                                                                              | Statistiky finále             | Statistiky finále |
| Bartyová |                               | Plíšková          |
| --- | ----------------------------- | ----------------- |
| 7 | esa                           | 6                 |
| 7 | dvojchyby                     | 5                 |
| 54 z 89 = 61 %                                                                                                 | 1. podání do dvorce           | 54 ze 77 = 70 %   |
| 36 z 54 = 67 %                                                                                                 | % vítězných míčů po 1. podání | 36 z 54 = 67 %    |
| 19 z 35 = 54 %                                                                                                 | % vítězných míčů po 2. podání | 8 z 23 = 35 %     |
| 8 z 15 = 53 %                                                                                                  | hra na síti                   | 13 z 21 = 62 %    |
| 6 z 8 = 75 %                                                                                                   | proměnění brejkbolů           | 4 z 5 = 80 %      |
| 33 ze 77 = 43 %                                                                                                | vítězné míče na příjmu        | 34 z 89 = 38 %    |
| 30 | vítězné míče                  | 27                |
| 29 | nevynucené chyby              | 32                |
| 88 | všechny získané míče          | 78                |
| 4 791,4 m | uběhnutá vzdálenost           | 4 713,1 m         |
| 28,9 m | uběhnutá vzdálenost na výměnu | 28,4 m            |
| 166 km/h | průměrná rychlost 1. podání   | 169 km/h          |
| 140 km/h | průměrná rychlost 2. podání   | 146 km/h          |
| 157 km/h | průměrná rychlost podání      | 163 km/h          |
| 180 km/h | nejrychlejší 1. podání        | 186 km/h          |
| 149 km/h | nejrychlejší 2. podání        | 167 km/h          |
| Celkový počet míčů na straně tenistky zahrnuje i dvojchyby protihráčky. Nevynucené chyby zahrnují i dvojchyby. |                               |                   |

### Závěrečný ceremoniál
Na centrální dvorec tradičně zavítal prezident All England Clubu princ Edward, vévoda z Kentu, a patronka klubu Catherine, vévodkyně z Cambridge, která poprvé předala ceny finalistkám. Nejdříve byla oceněna stříbrným tácem poražená hráčka Karolína Plíšková. Do rukou Ashleigh Bartyové pak vévodkyně předala stříbrnou mísu Venus Rosewater s vyobrazenými mytologickými výjevy, určenou pro šampionku wimbledonské dvouhry.
Plíšková v rozhovoru uvedla, že si „užila na tomhle kurtu každou minutu. […] Bojovala jsem, co jsem mohla. Nakonec je jedno, jakou trofej mám, byly to skvělé dva týdny“. Bartyová pak sdělila: „Je to neuvěřitelné. Naše vzájemné souboje mám ráda a věřím, že přijdou další. Moc jsem toho před finále nenaspala a měla pochybnosti, co se stane. Ale je to splněný sen a doufám, že je na mě Evonne pyšná“, s odkazem na svou mentorku Evonne Goolagongovou Cawleyovou.
Z královské lóže finále přihlíželi princ William, vévoda z Cambridge, wimbledonské šampionky Billie Jean Kingová s Martinou Navrátilovou, operní pěvkyně Katherine Jenkinsová, londýnský starosta Sadiq Khan  či indická herečka Priyanka Chopra. Mezi dalšími diváky byli přítomni herci Tom Cruise s Hayley Atwellovou a Hugh Dancy s Claire Danesovou.

### Kariérní informace
Ashleigh Bartyová získala první wimbledonskou a druhou grandslamovou trofej z dvouhry. Stala se tak třetí australskou šampionkou v historii, když navázala na tituly Margaret Courtové z let 1963, 1965 a 1971 a triumfy Evonne Goolagongové Cawleyové v sezónách 1971 a 1980. Nejvýše nasazenou vítězkou naposledy před ní byla Serena Williamsová v roce 2016. Po Ann Jonesové, Karen Hantzkeové, Martině Hingisové a Amélii Mauresmové se stala pátou šampionkou, která v All England Clubu ovládla po juniorské soutěži i dvouhru žen. Dívčí trofej si odvezla z Wimbledonu 2011. Od sezóny 2015 získala wimbledonský titul, až na rok 2018, vždy šampionka Roland Garros z předchozího kalendářního ročníku. V probíhající sezóně si jako první připsala čtvrtou trofej po melbournském Yarra Valley Classic, Miami Open a Porsche Tennis Grand Prix ve Stuttugartu. Celkově se jednalo o její dvanáctý titul na okruhu WTA Tour. Bartyová navýšila náskok na čele světové klasifikace a získala odměnu 1 700 000 liber. Její kariérní poměr utkání na trávě po finále činil 33–9. Mezi aktivními tenistkami figurovala s úspěšností 78,5 % na třetí příčce za Serenou Williamsovou (87,7 %) a Venus Williamsovou (80,8 %).
Karolína Plíšková odešla poražena po US Open 2016 i z druhého grandslamového finále. V otevřené éře Wimbledonu se stala čtvrtou českou finalistkou, když navázala na Hanu Mandlíkovou (1981, 1986), Janu Novotnou (1993, 1997, 1998) a Petru Kvitovou (2011, 2014). Před londýnským majorem vypadla po 230 týdnech z první světové desítky poprvé od září 2016, což znamenalo druhé nejdelší období mezi aktivními tenistkami za Halepovou. Bodový zisk ji po dvou týdnech vrátil zpět, na 7. místo.